# 青木琴美 (女優)
青木 琴美（あおき ことみ、1964年1月27日 - ）は、日本の女優。
所属していた事務所は「オフィス・アン」。1980年代ににっかつロマンポルノやアダルトビデオに出演した。
神奈川県出身。T158/B78/W56/H82（1983年、「Weekend Memory」より）→T161/B80/W54/H82（1987年、「個人授業」より）。血液型B型。

## 略歴・人物
最初はモデルとして活動を開始、1980年代初頭より雑誌のグラビアなどで活動し、1982年秋頃に女優に転向。1983年10月に「セーラー服百合族 2」（にっかつ）でスクリーンデビュー。にっかつロマンポルノの美少女路線で人気を博し、セクシータレントとしてテレビのドラマやバラエティ番組にも出演した。1985年には小田かおる、井上麻衣と共にピンクキャンディーズというユニットを結成、シングル「背中に御用心」をリリースしている。
1985年前後よりアダルトビデオに活動の場を移し、中でもクリスタル映像からは村西とおるの監督により本番行為をうたった単独作品が4作リリースされた。
活動していた当時のプロフィールでは、好物はコーラ、フライドチキン、ウィンドーショッピング。趣味は油絵、編み物。好きな音楽はカルチャー・クラブ。特技は器械体操。スキンダイビング、マラソンなど「スポーツなら何でもOK」とされている。

## 出演作品

### 映画
- セーラー服 百合族2 （1983年10月14日、にっかつ）
- ロリコンハウス おしめりジュンコ （1983年11月18日、にっかつ）
- 女猫 （1983年12月23日、にっかつ）
- 女高生日記 乙女の祈り （1984年3月2日、にっかつ）- 主演[1]
- 未熟な下半身 （1984年9月29日、にっかつ）

### AV（単独作品）
- おしめりジュンコ ロリコン日記 （1984年8月10日、にっかつビデオフィルムズ）
- ファンタジー 誘惑幻想 （1984年11月21日、MIMIZUKU VIDEO PACK （日本ビデオ映像））
- ロリータ舞姫 IN 香港 （1985年12月20日、ファイブスター）
- 黄金の指の戯れ （1986年2月25日、ファイブスター）
- セクシー・エンジェル・琴美 （1986年3月11日、クリスタル映像）
- 淫美抄 （1986年6月7日、クリスタル映像）
- エメラルドの伝説 （1987年7月25日、MADONNA VIRGIN （フェニックス））
- 甘き口づけ （1987年9月15日、新東宝）
- 夢の肌 （1987年10月3日、宇宙企画）
- 個人授業 （1987年11月5日、ファイブスター）
- エクスタシーデビル （1987年11月15日、新東宝）
- シークレット・ファンタジィー （1988年1月28日、クリスタル映像）
- いやらしいんです （1988年3月31日、クリスタル映像）

### AV（主な共演作品）
- アタック・ビデオ No.12 格闘技スペシャル （1984年11月22日、宇宙企画）
- 狂想曲 ラプソディー （1988年7月28日、クリスタル映像）
- 監督ノート （1988年10月11日、ダイヤモンド映像）
- 1107（いいおんな）の感動 （1989年3月1日、ダイヤモンド映像）

### イメージビデオ
- Weekend Memory （タレント恋像シリーズV） （1983年、FOR YOU （宇宙企画））
- ALL THAT KOTOMI 夢、南風 （1985年5月21日、アポロン）

### テレビ（ドラマ）
- 銭形平次「平次隠密軍団」(885話)（1984年、フジテレビ）
- 月曜ドラマランド あ! Myみかん （1984年9月3日、フジテレビ）

### テレビ（バラエティ）
- ドバドバ大爆弾 （テレビ東京）
- ゲラゲラ45 （テレビ朝日）
- クイズマガジン81 （テレビ朝日）

### イベント
- 第19回三浦海岸サマーフェスティバル （1984年、アシスタント）

## 写真集
- Actress （1983年3月発行、撮影：堀善郎、東京三世社）
- まどろみ （1983年6月25日発行、撮影：篠崎紀雄、英知出版）
- 青木琴美写真集 （1984年5月15日発行、撮影：立畑健吾、近代映画社）
- 夢・南風 （1985年6月20日発行、撮影：清水敏夫、大洋図書）
- 青木琴美写真集 （1988年3月10日、撮影：村西とおる、近代映画社）